# Bridget Jones babát vár
A Bridget Jones babát vár (eredeti cím: Bridget Jones's Baby) 2016-ban bemutatott amerikai–brit–francia romantikus filmvígjáték, amelyet Sharon Maguire rendezett.
A forgatókönyvet Helen Fielding, Dan Mazer és Emma Thompson írták. A producerei Tim Bevan, Eric Fellner és Debra Hayward. A főszerepekben Renée Zellweger, Colin Firth, Patrick Dempsey, Jim Broadbent, Gemma Jones és Emma Thompson láthatóak. A zeneszerzője Craig Armstrong. A film gyártója a StudioCanal, a Miramax, a Perfect World Pictures és a Working Title Films, forgalmazója a Universal Pictures.
Az Amerikai Egyesült Államokban és az Egyesült Királyságban 2016. szeptember 16-án, Franciaországban 2016. október 5-én, Magyarországon 2016. szeptember 15-én mutatták be a mozikban.

## Szereplők
| Szereplő           | Színész           | Magyar hang             |
| ------------------ | ----------------- | ----------------------- |
| Bridget Jones      | Renée Zellweger   | Udvaros Dorottya        |
| Mark Darcy         | Colin Firth       | Kőszegi Ákos            |
| Jack               | Patrick Dempsey   | Rajkai Zoltán           |
| Bridget apja       | Jim Broadbent     | Harsányi Gábor          |
| Bridget anyja      | Gemma Jones       | Halász Aranka           |
| Shazza             | Sally Phillips    | Spilák Klára            |
| Tom                | James Callis      | Csőre Gábor             |
| Jude               | Shirley Henderson | Huszárik Kata           |
| Fergus             | Julian Rhind-Tutt | Czető Roland            |
| Miranda            | Sarah Solemani    | Sipos Eszter Anna       |
| Richard Finch      | Neil Pearson      | Csuja Imre              |
| Alice              | Kate O'Flynn      | Bogdányi Titanilla      |
| Cathy, sminkes     | Joanna Scanlan    | Kokas Piroska           |
| Dr. Rawlings       | Emma Thompson     | Kovács Nóra             |
| Una Alconbury      | Celia Imrie       | Pálos Zsuzsa            |
| Gianni             | Enzo Cilenti      | Széles Tamás            |
| Ariyaratna         | Nick Mohammed     | Görög László            |
| George Wilkins     | Patrick Malahide  | Barbinek Péter          |
| Laura, asszisztens | Beattie Edmondson | Czető Zsanett           |
| Susan, asszisztens | Laura Checkley    | Gáspár Kata             |
| Spike              | Rafferty Railton  | Pál Dániel Máté         |
| Ruby               | Abigail Kimber    | Dolmány-Bogdányi Korina |
| önmaga             | Ed Sheeran        | Hamvas Dániel           |
| fényképész         | Adam Leese        | Horváth-Töreki Gergely  |
| Bírónő             | Souad Faress      | Réti Szilvia            |
| Graham             | David Forest      | Németh Gábor            |
| Daisy              | Debra Gillett     | Vándor Éva              |
| Szülésznő          | Ashley McGuire    | Kocsis Mariann          |

## Filmzene
Az Bridget Jones babát vár filmzenéje 2016. szeptember 16-án jelent meg, a Universal Music Group kiadásában.

### Számlista
| #   | Cím                                        | Szerző(k)                                                                            | Előadó(k)            | Hossz |
| --- | ------------------------------------------ | ------------------------------------------------------------------------------------ | -------------------- | ----- |
| 1.  | Still Falling for You                      | Tove Nilsson Rickard Göransson Ellie Goulding Ilya Salmanzadeh Shellback             | Ellie Goulding       | 4:03  |
| 2.  | Meteorite                                  | Mikey Goldsworthy Kid Harpoon Olly Alexander Emre Turkmen                            | Years & Years        | 3:27  |
| 3.  | Reignite                                   | Knox Brown Fabienne Holloway                                                         | Knox Brown Gallant   | 3:25  |
| 4.  | Thinking Out Loud                          | Ed Sheeran Amy Wadge                                                                 | Ed Sheeran           | 4:12  |
| 5.  | Hold My Hand                               | Janee Bennett Jess Glynne Jack Patterson Ina Wroldsen                                | Jess Glynne          | 3:46  |
| 6.  | Slave to the Vibe                          | Peter Lord Guy Routte V. Jeffrey Smith                                               | Billon               | 2:48  |
| 7.  | King                                       | Michael Thomas Goldsworthy Mark Ralph Andrew Smith Olly Alexander Resul Emre Turkmen | Years & Years        | 3:34  |
| 8.  | Run                                        | Shorty Rogers Simon Adam Ellis Taylor                                                | Tiggs Da Author      | 2:50  |
| 9.  | Fuck You                                   | Lily Allen Greg Kurstin                                                              | Lily Allen           | 3:41  |
| 10. | The Hurting Time                           | Annie Lennox                                                                         | Lennox               | 7:33  |
| 11. | Jump Around                                | David Appell Kal Mann Larry Muggerud Earl Nelson Robert Relf Erik Schrody            | House of Pain        | 3:37  |
| 12. | That Lady, Pts. 1 & 2                      | Rudolph Isley Ronald Isley O'Kelly Isley, Jr. Ernie Isley Marvin Isley Chris Jaspe   | The Isley Brothers   | 5:36  |
| 13. | Walk On By                                 | Burt Bacharach Hal David                                                             | Dionne Warwick       | 2:57  |
| 14. | Just My Imagination (Running Away with Me) | Norman Whitfield                                                                     | The Temptations      | 3:49  |
| 15. | I Heard It Through the Grapevine           | Norman Whitfield Barrett Strong                                                      | Marvin Gaye          | 3:14  |
| 16. | We Are Family                              | Bernard Edwards Nile Rodgers                                                         | Sister Sledge        | 3:37  |
| 17. | Ain't No Stoppin' Us Now                   | Jerry Cohen Gene McFadden John Whitehead                                             | McFadden & Whitehead | 3:37  |
| 18. | Race to Mark's Flat                        | Craig Armstrong                                                                      | Armstrong            | 2:13  |
| 19. | Wedding                                    | Armstrong                                                                            | Armstrong            | 3:08  |